# 西城隆詞
西城 隆詞（さいじょう たかし、1949年11月14日 - ）は、日本のアニメーター。

## 人物
北海道出身。1965年、作画スタジオのハテナプロで『宇宙パトロールホッパ』『鉄腕アトム』での動画マンを経て、同年に兄の田中英二が設立した タマ・プロダクション（以下タマプロ）に参加。タツノコプロの『マッハGoGoGo』『紅三四郎』あたりから原画に昇格。1982年に兄の田中が亡くなってからは、タマプロの看板アニメーターとして活躍した。
1979年から放映開始の『ゼンダマン』では作画監督を務め、演出だった押井守は、タマプロには西城隆司という素晴らしいアニメーターがいて、西城が作画監督のタマプロ参加回はいい作品に仕上がったと語っている。
東映動画では、1986年の『剛Q超児イッキマン』でキャラクターデザインと総作画監督を担当。同作の監督の西沢信孝とは1986年に始まるオリジナルビデオアニメ『湘南爆走族』シリーズで14年にわたってコンビを組んだ。
1990年代後半から2000年代初頭にかけてアメリカとの合作作品を中心としてきたが、2010年になって活動の拠点としてきた所属するタマプロは破産。
パーフェクトハーモニー研鑽会TDE全国サポーター・ネットワーク「さぽねっと」メンバーとなり、1997年頃よりエネルギー調整師の仕事を始めた。東京東久留米TDE西東京エネルギー遊びの会及び、原宿「やさしいエネルギーセミナー」主宰者。2011年12月に原宿表参道にエナジーサロン流天をオープン。月に一度「流天ヒーリングワーク」を神宮前で主催。背中の羽の絵を描くヒーリング、スピリチュアルガイドリーディング、その他ワークやレッスン、ヒーリングなどを行っている。2012年2月にパーフェクトハーモニーを退会した。
タマプロ社長を田中英二から継いだ田中道哉は兄。2000年代から2010年代にかけて歌手・アイドルとして活動した萩原舞は大姪（兄・道哉の孫）。

## 参加作品

### テレビアニメ
- 愛してるぜベイベ★★（原画）
- アクビガール（作画監督）
- アストロガンガー（原画）
- アストロボーイ・鉄腕アトム（作画監督）
- アニメンタリー決断（原画・動画）
- ARIA The NATURAL（原画）
- 宇宙エース（作画）
- エル・カザド（作画監督）
- エンジェル・ハート（キャラクターデザイン・総作画監督 (第12話まで)[10]）
- おそ松くん（第2作）（作画監督）
- お伽草子（作画監督）
- おらぁグズラだど（作画）
- 巨人の星（動画）
- 金色のコルダ?primo passo?（原画）
- Gu-Guガンモ（作画監督）
- 紅三四郎（作画、オープニング作画）
- クロスゲーム（原画）
- ゲゲゲの鬼太郎 地獄編（作画監督）
- けろっこデメタン（原画）
- 剛Q超児イッキマン（キャラクターデザイン・総作画監督）
- こぐまのミーシャ（作画監督）
- こちら葛飾区亀有公園前派出所（作画監督）
- ゴルゴ13（作画監督）
- 湘南爆走族（キャラクターデザイン・作画監督）
- 昭和アホ草紙あかぬけ一番!（作画監督）
- 新造人間キャシャーン（原画・動画）
- ストップ!! ひばりくん!（作画監督）
- タイムボカンシリーズ
  - ヤッターマン（作画監督・原画）
  - ゼンダマン（作画監督）
  - タイムパトロール隊オタスケマン（演出・作画監督）
  - イタダキマン（作画監督・原画）
  - ヤッターマン（リメイク版）（作画監督）
- ダッシュ勝平（作画監督）
- 釣りキチ三平（作画監督）
- DEATH NOTE（作画監督）
- テレビまんが 昭和物語（作画監督）
- トランスフォーマー アニメイテッド（作画監督）
- ドン・チャック物語（作画監督）
- NARUTO -ナルト-（作画監督・原画）
- はいからさんが通る（作画監督[11]）
- ハクション大魔王（作画）
- はじめの一歩（作画監督）
- 破裏拳ポリマー（作画監督）
- 陽だまりの樹（作画監督）
- 風船少女テンプルちゃん（作画監督・原画）
- ブラック・ジャック（作画監督）
- BLACK LAGOON（原画）
- BLUE DRAGON（作画監督）
- まっすぐにいこう。（作画監督）
- マッハGoGoGo
- 魔法のマコちゃん（原画）
- 未来警察ウラシマン（作画監督）
- 名犬ジョリィ（作画監督）
- 名探偵コナン（原画）
- メイプルタウン物語（作画監督）
- よばれてとびでて!アクビちゃん（作画監督・原画）
- 山ねずみロッキーチャック（原画）
- 若草のシャルロット（作画監督）
- NARUTO -ナルト- 疾風伝（作画監督 (第227話・第233話)）

### ディズニーテレビアニメ
- アラジンの大冒険（作画監督・原画）
- リトル・マーメイド（人魚姫）（作画監督・原画）
- 101匹わんちゃん（作画監督・原画）
- ヘラクレス（作画監督・原画）
- ダークインダックス（作画監督・原画）
- ボンカーズ ハリウッド大作戦（作画監督・原画）

### テレビCM
- 三菱パジェロミニ トム&ジェリー（作画監督・原画）
- ブルーベリーアイ長編CFシリーズ（キャラクターデザイン・作画監督・絵コンテ）

### OVA
- アメリカ物語（作画監督）
- 海底大戦争（作画監督）
- くまのプーさん（原画）
- 湘南爆走族　シリーズ12（キャラクターデザイン・作画監督）
- 太陽の黙示録　前篇後篇（キャラクターデザイン・総作画監督[12]）
- 名探偵コナン コナンとキッドとクリスタル・マザー（作画監督・原画）
- スーパーマン（作画監督）
- ズッコケ三人組（作画監督・原画）
- 未知の海へ ダークウォーター（作画監督）
- バットマン（作画監督）
- ロードス島戦記（原画）

### 劇場アニメ
- おおきなかぶ（キャラクターデザイン・作画監督）
- 五等になりたい（キャラクターデザイン・作画監督）
- 地球が動いた日（キャラクターデザイン・作画監督）
- 地球物語 テレパス2500（作画監督）
- 超時空要塞マクロス　愛おぼえていますか（原画）
- チロヌップのきつね（原画）
- 劇場版 ヤッターマン 新ヤッターメカ大集合! オモチャの国で大決戦だコロン!（原画）
- るろうに剣心 -明治剣客浪漫譚- 維新志士への鎮魂曲（原画）